# Immenhofen (Ruderatshofen)

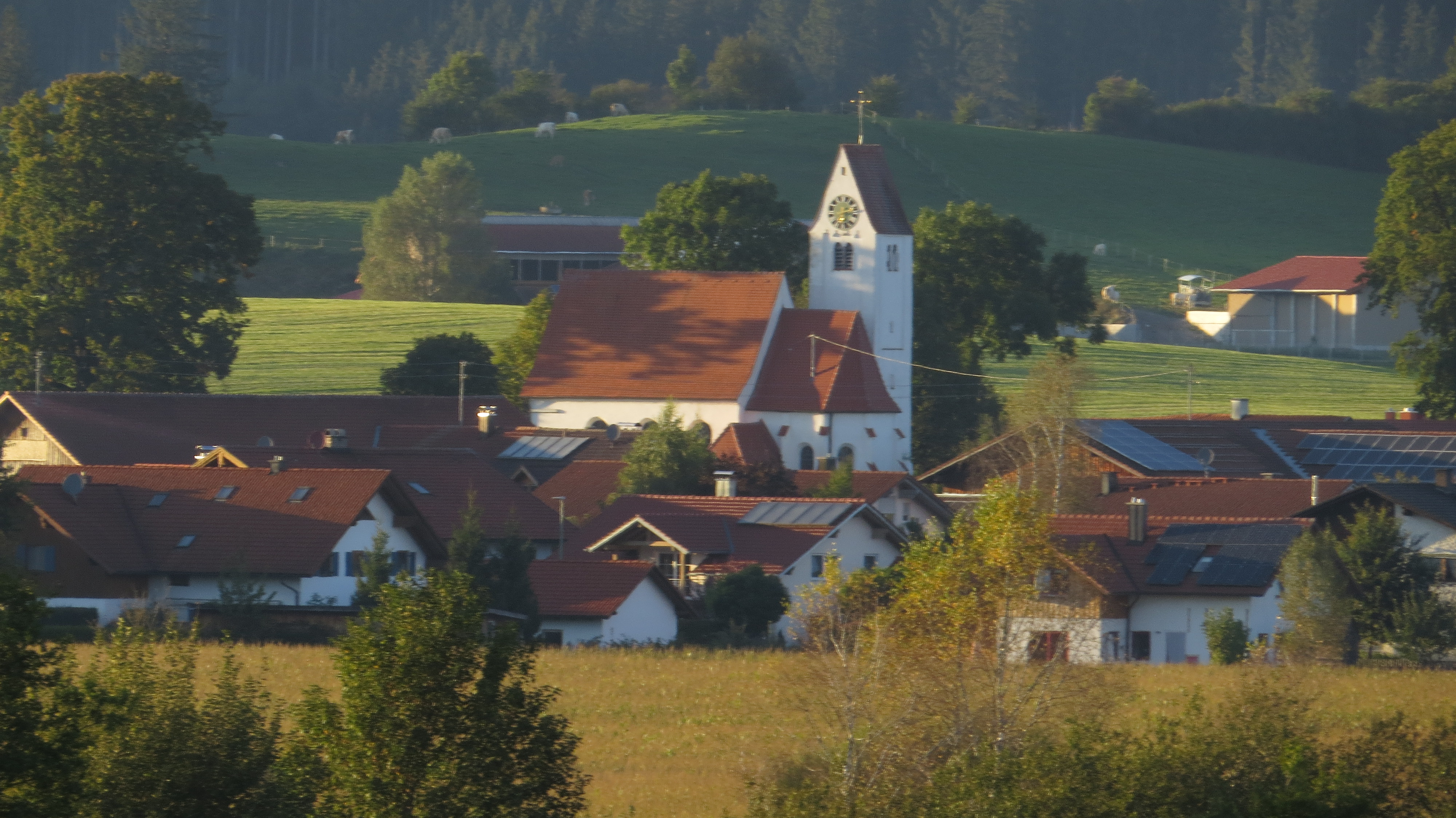
Immenhofen von Südosten

Immenhofen ist ein Gemeindeteil der Gemeinde Ruderatshofen im schwäbischen Landkreis Ostallgäu.

## Geografie
Das Kirchdorf liegt im Allgäu, auf freier Fläche etwa 1,5 Kilometer südlich von Ruderatshofen an einem Osthang bzw. dessen Auslauf.

## Geschichte
Immenhofen erscheint erstmals im Jahre 919 in einer Schenkungsurkunde, in der dem Kloster St. Mang unter anderem zwei Güter in „Ymmenhova“ zugesprochen wurden.
Das Dorf liegt an der alten Landstraße von Nesselwang nach Kaufbeuren. Der Grundbesitz wechselte zwischen den Herren von Kemnat, verschiedenen Kaufbeurer Bürgern und dem Hochstift Augsburg.
Die Kirche St. Nikolaus wird am 24. Juni 1437 erstmals als Kapelle erwähnt. Ihre heutige Form entstand vermutlich im späten 15. Jahrhundert, um 1761 wurde sie umgestaltet. Ihr Turm wurde dem der St. Martins-Kirche in Kaufbeuren nachempfunden. Die Innengestaltung mit Kanzel stammt ebenfalls von 1761.

## Baudenkmäler
- Filialkirche St. Nikolaus